# Извору (Валча)
Извору (рум. Izvoru) насеље је у Румунији у округу Валча у општини Крецени. Oпштина се налази на надморској висини од 210 m.

## Становништво
Према подацима из 2002. године у насељу је живело 664 становника, од којих су сви румунске националности.